# Tonto-Apache-reservatet
Tonto-Apache-reservatet er et indianerreservat med hovedsæde i byen Payson, Arizona, USA. Reservatet blev officielt grundlagt i 1972.
Placering: 150 km nordøst for Phoenix i Gila County, tæt ved Mogollon Rim.
Stamme: Apache. Kendt for: Kurvevævning, perlefremstilling.